# Hyper (lied)
Hyper (gestileerd als HYPER) is een single van de Nederlandse zangeres Davina Michelle uit 2021. 

## Achtergrond
Hyper is geschreven door Davina Michelle en Sebastiaan Brouwer en geproduceerd door Noah Seelmann en Sebastiaan Brouwer. Michelle schreef het nummer als de titelsong voor de gelijknamige show die zij in 2022 in Ahoy houdt. De motivatie voor het nummer komt van de energieke leefstijl die Michelle er op nahoudt sinds ze doorbrak met Duurt te lang. Met Hyper gaat de zangeres qua genre een andere richting op ten opzichte van haar eerdere nummers, namelijk richting het poppunk. Het opzoeken van een andere richting kwam mede door de populariteit van het genre op TikTok in 2021 en vooral door het nummer good 4 u van Olivia Rodrigo. Daarnaast noemt de zangeres ook dat ze zich wil blijven vernieuwen, omdat ze zelf anders "helemaal gek zou worden". Het lied werd Alarmschijf bij Qmusic en NPO Radio 2 TopSong.

## Hitnoteringen
De zangeres had enig succes in de Nederlandse hitlijsten hitlijsten. In de Nederlandse Top 40 werd een twintigste plek behaald en in de Single Top 100 kwam het tot de 58e positie.